# إدمان الجنس
إدمان الجنس أو الإدمان الجنسي حالة إدمان نفسية يمكن تعرف بقضاء وقت أطول في أنشطة لها علاقة بالجنس، مثل الهَكّ وهو إكثار الجماع، مما يؤثر على الاهتمامات الأخرى في الحياة. أو هي حالة توصف بالمشاركة أو التعلق القهري بـ ممارسة الجنس وخاصة الجماع الجنسي، بالرغم من العواقب السلبية المحتملة.
المؤيدون لنموذج تشخيص الإدمان الجنسي يعتبرونه واحد من الاضطربات المرتبطة بالجنس التي تندرج ضمن مفهوم اضطراب الإفراط الجنسي. يُستخدم مصطلح الاعتماد الجنسي للإشارة إلى الأشخاص غير القادرين على التحكم برغباتهم وسلوكياتهم وأفكارهم الجنسية. إضافة إلى ذلك، هنالك عدة مترادافات متعلقة بالسلوك الجنسي المرضي، من ضمنها فرط الرغبة الجنسية (الشبق الأنثوي والرجولي)،  الوسواس الجنسي، متلازمة دونجوان (أو الدونجوانية)، الاضطرابات المتعلقة بالشذوذ الجنسي.
إن مفهوم الإدمان الجنسي مفهوم مثير للجدل، حيث أن هناك مناقشات عدة بين الأطباء النفسيين وعلماء النفس ومتخصصين علم الجنس وغيرهم من المتخصصين حول طبيعة السلوك الجنسي القهري وما إذا كان يمثل إدمان أم لا، وبالتالي تصنيفه والطرق الخاصة الملائمة للتشخيص. حيث أن الأبحاث التي أُجريت علي الحيوانات أشارت إلى أن السلوك الجنسي القهري ينشأ من نفس العوامل الوراثية والبيئية التي تساهم في إدمان المخدرات في الحيوانات التي تم إجراء البحوث المختبريه عليها. ولكن منذ 2018، لم يصنف الإدمان الجنسي كمرض في الدليل التشخيصي والإحصائي للاضطرابات النفسية والتصنيف الإحصائي الدولي للأمراض والمشاكل المتعلقة بالصحة. ويعارض البعض بشأن تطبيق هذه المفاهيم واعتبارها سلوك طبيعي كالجنس قد يمثل مشكلة كبيرة ويرون أن تطبيق النماذج الطبية مثل الإدمان الجنسي قد يسبب الضرر ويساهم في انتشار ظاهرة ممارسة الجنس بشكل غزيزي أو ما يعرف بعار الفسق.
انشأ التصنيف الإحصائي الدولي للأمراض والمشاكل المتعلقة بالصحة- النسخة الحادية عشر تصنيفاً جديداً للسلوك الجنسي القهري باعتباره «نمط من أنماط الفشل الدائم في التحكم في الرغبة الجنسية، والدافع والرغبة الجنسية المتكررة وبالتالي يظهر السلوك الجنسي المتكرر».
من أشهر ممن أصيبوا بهذا المرض الممثل الأمريكي مايكل دوجلاس وديفيد دشوفني 

## أسباب
من أسباب هذا الإدمان الاعتلال العائلي والتعرض لاغتصاب أو الاعتداء الجسدي أثناء الطفولة التي قد تولد عند الشخص أفكارًا واعتقادات خاطئة وشاذة حول الجنس منها الخجل والعار مما يكبح التعبير عنه أو بواسطته بطريقة طبيعية وحميمة فيدفع الشخص إلى التطرف في العلاقات الجنسية 

## أعراض
1. تركيز تفكير المصاب واهتماماته حول ممارسة الجنس، والاعتقاد بأنه الطريق الوحيد للسعادة، والإشباع العاطفي والنفسي، وتنفيس الهموم والأحزان والضغوط.
2. قضاء وقت طويل يصل إلى أغلب ساعات اليوم بالتفكير والخيالات الجنسية، والسعي إلى ممارسته ثم تكرار هذه الممارسة كلما تيسرت فرصة وجود شريك، أو بالعادة السرية
3. لا يستطيع الشخص المصاب ممارسة الحياة الطبيعية أي بتنظيم وتوزيع الوقت علي الأنشطة المختلفة من دراسة أو عمل أو وقت مخصص للأسرة، فالجنس أولاً، والجنس دائماً هو الأهم، ومن بعدة أي نشاط [18]

## علاج
التفرغ لأنشطة أخرى والجلوس لوقت أطول مع الأصدقاء مما لا يمنح فرصة لكثرة التخيلات الجنسية (العمل، النادي، أنشطة تشغل وقتك أكثر من اللازم.)
- زيارة طبيب نفسي بانتظام.
بالنسبة لأصحاب الاغتصاب أو الذين تعرضوا لاعتداء جنسي هنا الحال يختلف حيث يجب الانطلاق من جلسات الطبيب النفساني إلى محاولة التغلب على الماضي.